# Walk off the Earth
Walk off the Earth är ett kanadensiskt indieband grundat 2006 i Burlington, Ontario. Bandets första framgångar kom med covers från The Gregory Brothers. Den 5 januari 2012 släppte Walk of the Earth, tillsammans med The Creepshows sångerskan Sarah Blackwood, sin cover på Gotyes Somebody That I Used to Know på YouTube. Låten fick snabbt många tittare och på mindre än två veckor passerade klippet 25 miljoner tittare 17 januari 2012. Deras cover fick ett positivt mottagande hos såväl Gotye som Kimbra. Låten framfördes av fem musiker på en och samma gitarr, något Walk off the Earth förklarar med att de endast hade en gitarr vid tillfället. Den 7 januari 2012 fick bandet ett meddelande via Twitter av skådespelaren Russell Crowe efter att han hade sett covern och delgav bandet sin låtlista. Ytterligare ett fan är Alyssa Milano. Walk off the Earth har även gjort covers på Adeles Someone Like You och LMFAO:s Party Rock Anthem. December 2019 annonserade Ryan Marshall på Twitter att han lämnar bandet .

## Diskografi
- 2007: Smooth Like Stone on a Beach
- 2010: My Rock (Vol. 1 och 2)
- 2013: R.E.V.O.
- 2015: Sing It All Away
- 2019: Video Killed the Radio Star (cover med Sarah Silverman)

### Fotnoter
1. 1 2  Cashmere, Paul (9 januari 2012). ”Gotye Cover Inspires Russell Crowe To Pitch To Walk off the Earth”. Noise11. http://www.noise11.com/news/gotye-cover-inspires-russell-crowe-to-pitch-to-walk-off-the-earth-20120109. Läst 9 januari 2012.
2. ↑  YouTube: Walk off the Earth - Somebody That I Used to Know. Läst: 17 januari 2012.
3. ↑  ”Twitter post by Gotye”. http://twitter.com/gotye/status/155487374992879616. Läst 8 januari 2012.
4. ↑  Cashmere, Paul (8 januari 2012). ”Kimbra Impressed With Gotye Cover By Walk off the Earth”. Noise11. http://www.noise11.com/news/kimbraimpressed-with-gotye-cover-by-walk-off-the-earth-20120108. Läst 8 januari 2012.
5. ↑  Bell, Melissa. ”Five musicians, one guitar”. Washington Post. http://www.washingtonpost.com/blogs/arts-post/post/five-musicians-one-guitar/2012/01/06/gIQA7fn4eP_blog.html. Läst 8 januari 2012.
6. ↑  Schlansky, Evan. ”Five Musicians, One Guitar: Walk off the Earth Cover Gotye”. American Songwriter. http://www.americansongwriter.com/2012/01/five-musicians-one-guitar-walk-off-the-earth-cover-gotye/. Läst 8 januari 2012.
7. ↑  CTV Edmonton (13 januari 2012). ”Ont. band Walk off the Earth has viral YouTube hit”. CTV News. BellMedia. Arkiverad från originalet den 18 januari 2012. https://web.archive.org/web/20120118101436/http://edmonton.ctv.ca/servlet/an/local/CTVNews/20120113/Walk-Off-the-Earth-viral-YouTube-hit-120113/20120113/?hub=EdmontonHome. Läst 14 januari 2012.
8. ↑  ”https://twitter.com/marshall_tweets/status/1208203042564132864”. Twitter. https://twitter.com/marshall_tweets/status/1208203042564132864. Läst 1 december 2020.